# Вага, Антон Станислав
Антон Станислав Вага (1799—1890) — польский энтомолог. 

## Биография
Учился сперва в пиарской варшавской школе, а потом в Берлинском университете, после чего он, с 1823 года, был учителем в разных варшавских школах. Вслед за тем он исключительно занялся энтомологией и с научной целью путешествовал сперва по Средней Европе, а потом вместе с гр. Браницким и Тачановским он исследовал южную Европу и некоторые части Африки, в особенности же Египет и Нубию.
Автор многочисленных научных и популярных публикаций. Важнейшие его сочинения следующие: «Rzecz о piórze» (1825); «Uwagi nad gatunkami drobnych krustaceów» (1825); «O utrzymaniu pijawek» (1826); «O nowym gatunku pszczołowatego owadu» (1826); «Uwagi nad niektóremi owadami» (1838); «Nouvelle éspèce d’insecte Tempistera» (1839); «Description de quelques mynapodes» (1839): «Rozprawa о ptakach» (1845); «Historia naturalna» (1860).
Антон Станислав Вага был первым энтомологом, применившим в Польше методы биологической борьбы с вредителями растений. Он провел также ряд исследований и наблюдений в области рыбоводства, орнитологии и териологии. С 1841 г. — редактор Отдел естественных наук Варшавской библиотеки.
Его брат Яков Вага был известен как ботаник.